# 30155 Warmuth
30155 Warmuth è un asteroide della fascia principale. Scoperto nel 2000, presenta un'orbita caratterizzata da un semiasse maggiore pari a 2,3080096 UA e da un'eccentricità di 0,1178682, inclinata di 3,84156° rispetto all'eclittica.